# 万安桥 (青浦区)
万安桥是中國上海市青浦区金泽镇一座跨河石拱桥。桥名出自“万世安详、万民安业”。

## 历史
原桥始建于南宋景定年间，此後在明朝嘉靖年间、万历年间和清朝乾隆年间有過大修。1959年3月23日，被定为青浦县文物保护单位。